# Municipio de Hill (Nebraska)
El municipio de Hill (en inglés: Hill Township) es un municipio ubicado en el condado de Knox en el estado estadounidense de Nebraska. En el año 2010 tenía una población de 671 habitantes y una densidad poblacional de 3,31 personas por km².

## Geografía
El municipio de Hill se encuentra ubicado en las coordenadas 42°46′15″N 97°48′31″O / 42.77083, -97.80861. Según la Oficina del Censo de los Estados Unidos, el municipio tiene una superficie total de 202.57 km², de la cual 173,29 km² corresponden a tierra firme y (14,45 %) 29,27 km² es agua.

## Demografía
Según el censo de 2010, había 671 personas residiendo en el municipio de Hill. La densidad de población era de 3,31 hab./km². De los 671 habitantes, el municipio de Hill estaba compuesto por el 14,01 % blancos, el 0,3 % eran afroamericanos, el 81,52 % eran amerindios, el 0,15 % eran de otras razas y el 4,02 % eran de una mezcla de razas. Del total de la población el 6,26 % eran hispanos o latinos de cualquier raza.